# Lars Dahlqvist
Lars Gösta Dahlqvist (* 26. Oktober 1935 in Njurunda; † 10. November 1969 ebenda) war ein schwedischer Nordischer Kombinierer.
Dahlqvist, der für den Verein seiner Heimatstadt Njurunda IK startete, gewann 1959 seinen ersten Schwedischen Meistertitel in der Kombination. Ein Jahr später konnte er diesen Titel erfolgreich verteidigen. Bei den Olympischen Winterspielen 1960 in Squaw Valley startete er in der Kombination. Nach dem Skispringen lag er dabei auf dem 20. Platz, konnte aber durch eine gute Laufleistung am Ende noch den achten Gesamtplatz erreichen. 1962 und 1963 gewann er erneut den Schwedischen Meistertitel. Zudem gewann er zwischen 1960 und 1962 dreimal in Folge den Schwedischen Mannschaftsmeistertitel.